# Holocrón
En la saga de cine Star Wars, el holocrón es un artefacto de forma cúbica usado por los maestros Jedi para grabar su esencia, personalidad y memorias, y así sirvieran sus conocimientos para futuras generaciones Jedi. Data de la época de la Antigua República. En los tiempos de la academia Jedi de Luke Skywalker se habían perdido los conocimientos necesarios para crearlos, y sólo se conserva uno hasta la fecha, el del maestro Vodo-Siosk Baas.
También existen holocrones sith estos cumplen las mismas funciones que los jedi pero con información sobre los sith, tienen forma piramidal y son de color rojo en vez de blancos como los jedi
En el videojuego Star Wars: Galactic Battlegrounds (Age of Empires II con un skin de Star Wars), el Holocrón reemplaza a la reliquia del Age of Empires II, otorgándote créditos Nova.
- Datos: Q2261637